# Флёров, Николай Михайлович
Николай Михайлович Флёров (1858 — 1915) — русский революционер, народоволец.

## Биография
Родился в 1858 году. В 1880 году окончил Рязанскую гимназию и поступил в Петербургский университет на естественное отделение физико-математического факультета. Тогда же вступил в «Народную волю». В 1882 году перешёл на юридический факультет. Вёл пропаганду среди рабочих, входил в студенческий кружок, руководителем которого была Софья Перовская. Принимал участие в студенческой демонстрации 8 февраля 1881 года, был приговорён университетским судом к аресту на три дня. После демонстрации кружок был преобразован в «Подготовительную группу партии Народной воли». В неё входили Николай Флёров, Венедикт Бодаев, Сергей Салазкин, Л. М. Луговский, А. И. Прохоров, Ф. Ф. Ардентов. В мае 1881 года по поручению Михаила Грачевского ездил в Одессу. Летом 1882 года побывал в Минске с целью транспортировки нелегальной литературы из-за границы и разрешения местной народовольческой организации с Михаилом Овчинниковым. Переписывался с Л. А. Тихомировым.
В 1882 году организовал Рабочую группу. Она состояла из центрального комитета, рабочих и солдатских кружков. В каждый кружок входили 3-6 рабочих. Занятия вели студенты. Беседы с рабочими обычно начинались с обсуждения их экономического положения, затем пропагандисты доказывали необходимость борьбы за политическую свободу. Рабочие читали произведения Н. Г. Чернышевского, Н. А. Некрасова, Г. И. Успенского, Н. Н. Златовратского, И. И. Иванюкова, В. В. Берви-Флеровского, К. Маркса, Ф. Лассаля, «Рабочую газету», «Зерно», роман Рафаэлло Джованьоли «Спартак». Неграмотные рабочие учились грамоте. К концу 1882 года в состав Рабочей группы входили около 30 рабочих кружков. Она имела свою типографию, поддерживала связь с марксистской группой Д. Благоева и польской революционной организацией «Пролетариат». Лидеры Рабочей группы планировали с помощью рабочих установить связь с крестьянами и возобновить революционную пропаганду среди них. Наиболее способных и развитых рабочих предполагали объединить в особый кружок и ввести в центр группы. Однако эти планы не осуществились из-за предательства С. П. Дегаева и последовавших за ним арестов. В феврале 1883 года Рабочая группа объединилась с «Народной волей».

«К моменту моего окончания института наша организация в Петербурге была самой многочисленной и наилучше дисциплинированной среди других рабочих организаций, имела достаточное количество студенческих кружков в высших учебных заведениях».— Попов И. И. Минувшее и пережитое. — М. — Л.: Академия, 1933. — С. 117.
В 1884 года был одним из лидеров Молодой партии «Народной воли». Впервые сформулировал основные положения её программы, предлагал ослабить централизацию, расширить самостоятельность местных организаций, сосредоточить основные усилия на пропаганде и организационной работе среди рабочих, в исключительных случаях допускал фабричный и аграрный террор. Идеи Флёрова развил и литературно оформил П. Ф. Якубович. Участвовал в переговорах с Г. А. Лопатиным и Н. М. Саловой. По воспоминаниям товарищей, отличался сдержанностью и тактом, стремился сохранить единство организации.

«Самым нетерпимым на совещании был М. П. Овчинников, не желавший мириться с заграничниками, самым сдержанным — Н. М. Флёров».— Попов И. И. Революционные организации в Петербурге в 1882—1885 гг. // Народовольцы после 1-го марта 1881 года. — М.: Издательство Всесоюзного общества политкаторжан и ссыльнопоселенцев, 1928. — С. 71.
Весной 1884 года перешёл на нелегальное положение и уехал в Москву. Под его влиянием московские народовольцы перешли на сторону Молодой партии «Народной воли». Вместе с рабочим П. И. Богдановым принял участие в покушении на министра внутренних дел Д. А. Толстого. Покушение не состоялось потому, что вместо министра к ним вышел его помощник. 18 июля 1884 года был арестован в Москве и 22 января 1886 года в административном порядке сослан на 5 лет в Берёзов. В 1891 году вернулся в Центральную Россию. Был одним из основателей партии «Народное право». Весной 1894 года был арестован. Впоследствии вступил в РСДРП.
Умер в 1915 году. Похоронен на Литераторских мостках.

«В своём друге я встретил человека удивительной скромности: во всех случаях, когда его интерес сталкивался с интересом другого лица, я замечал всегда его полную готовность занять второе место. И это делалось им совершенно искренно, и искренен он был всегда и во всём, что говорил или делал, поскольку, разумеется, искренность не влекла за собой в том или ином случае вредных последствий для дела или для третьего лица. В своих отношениях к людям он был вполне объективен, и личное нерасположение к кому-либо не могло влиять на его действия по отношению к этому человеку. Составив себе убеждение, он следовал ему неуклонно: его слово не расходилось с его делом. Мой друг, суровый к себе, отличался снисходительностью, отзывчивостью, сердечностью по отношению к другим. Это был надёжный товарищ; заранее можно было знать, как он в том или ином случае поступит, и можно было быть уверенным, что ни при каких обстоятельствах он не окажется ниже моральных требований момента».— Бодаев В. А. Н. М. Флёров и «Подготовительная группа партии Народной воли». // Народовольцы 80-х и 90-х годов. — М.: Издательство Всесоюзного общества политкаторжан и ссыльнопоселенцев, 1929. — С. 15